# Amador Báez de Alpoin
Amador Báez de Alpoin o bien Amador Vaz de Alpoim e Cabral de Melo (Río de Janeiro, del Gobierno General del Brasil, Portugal, de la Monarquía Hispánica, 1597-Buenos Aires, gobernación del Río de la Plata, 1652) era un noble de origen luso-brasileño, militar, encomendero, hacendado, comerciante y funcionario español, que fuera criado como porteño y fue nombrado como teniente de gobernador de Corrientes en tres ocasiones, en la segunda mitad de 1636, en la primera mitad de 1640 y de 1647 a 1648, además de haber sido designado como teniente de gobernador de Santa Fe en la segunda mitad de 1640 y que fuera previamente asignado en el cargo de alcalde de hermandad de Buenos Aires desde 1629 hasta 1636, alférez real desde 1630 y electo como alcalde ordinario porteño de primer voto en el año 1646.

## Biografía hasta el cargo de alcalde de hermandad de Buenos Aires

### Origen familiar y primeros años
Amador Báez de Alpoin había nacido en el año 1597 en la ciudad de Río de Janeiro, capital de la capitanía homónima que formaba parte del Gobierno General del Brasil del Reino de Portugal, el cual por la unión dinástica estaba regido por la Monarquía Hispánica, debido al fallecimiento sin descendientes de los reyes Sebastián I de Portugal y de su tío heredero Enrique I, lo que había provocado la crisis de sucesión en 1580, por lo cual dicho reino fuera invadido por Felipe II de España que alegaba derechos dinásticos, ascendiendo de esta manera al trono portugués, y que fuera consolidado luego de la victoria española en la batalla de la Isla Terceira comandado por Álvaro de Bazán el 26 de julio de 1582.

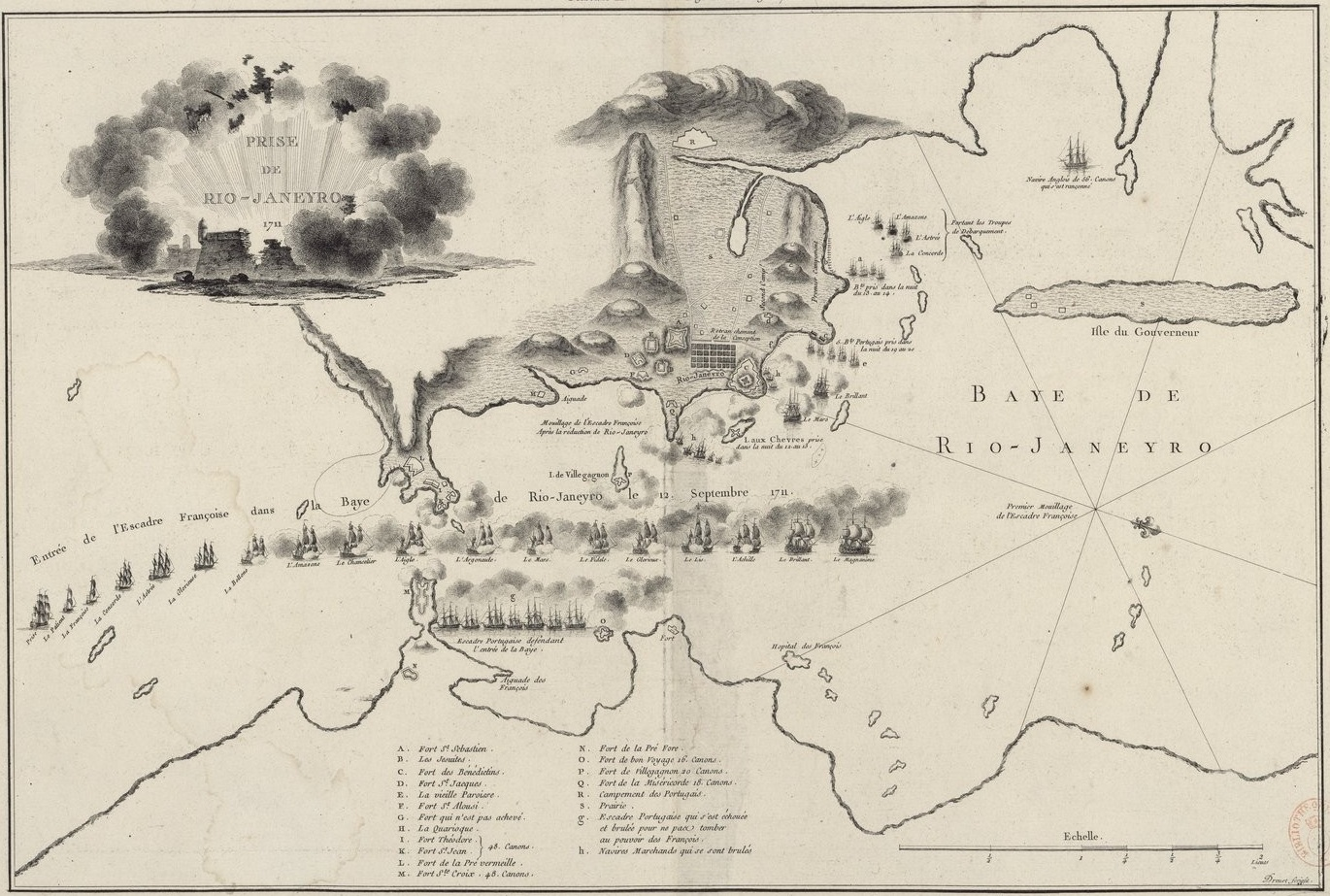
La ciudad brasileña de Río de Janeiro con la isla de Villegagnon, la cual albergó el fuerte Coligny de la Francia Antártica de 1555 a 1560, en la bahía de Guanabara (del año 1711).

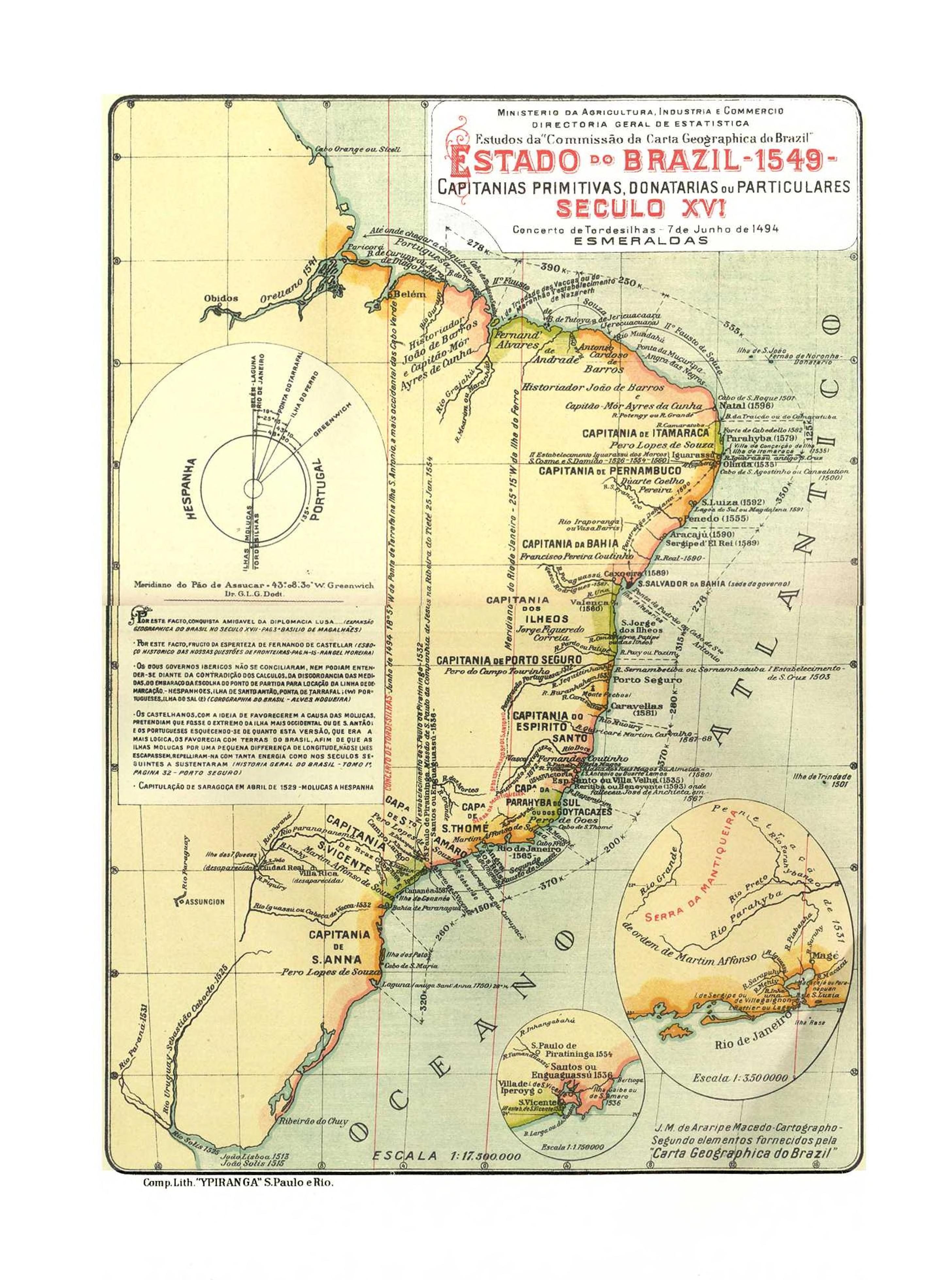
El Gobierno General del Brasil, y sus diversas capitanías como la de Río de Janeiro, y la gobernación de Nueva Andalucía del Río de la Plata en el Virreinato del Perú (en la parte inferior del mapa del año 1549).

Sus padres portugueses eran Amador Vaz de Alpoim (Vila do Porto de Santa María, islas Azores, ca. 1560-Buenos Aires, 26 de mayo de 1617) y su esposa Margarita Cabral de Melo (Vila do Porto de las Azores, ca. 1570 - Corrientes, e/ 1637 y 1642), los cuales antes de nacer Amador, con los entonces cuatro hermanos mayores se habían trasladado al Brasil a principios de 1596 desde la isla de Santa María de las Azores, las cuales formaban parte de Portugal bajo la Casa de Austria, y al ser de noble linaje poseían blasones familiares, por lo que eran fidalgos portugueses.
Inés Nunes Cabral de Melo (Vila do Porto de Santa María de las Azores, ca. 1567 - Buenos Aires, después del 15 de junio de 1630) era una de las tías maternas de Amador, que se casó en Buenos Aires en 1587 con Gil González de Moura (n. isla Santa María de las Azores, ca. 1555 - f. 1630) y con quien tuvo seis hijos: Catalina, Salvador de Melo Cabral (n. Río de Janeiro, 1587), María, Elena de Melo, Francisco y Juan de Melo Cabral y Moura.
Los abuelos paternos eran los hidalgos Estêvão de Alpoim y su esposa Isabel Velho, y los abuelos maternos eran Mathias Nunes Cabral y Vaz de Sá Homem de Noronha (n. isla de Santa María de las Azores, ca. 1547) y su esposa María Simôes de Melo Coutinho (n. Azores, 1541-f. 1631) —una prima lejana del luso-brasileño Juan de Melo Coutiño y Carvalho que se avecindó con su esposa Juana Holguín de Ulloa en Buenos Aires en el año 1591, para ser su electo alcalde de primer voto hacia 1598, y una trastaranieta del primer conde Vasco II Fernandes Coutinho, cuyo sobrino del mismo nombre fuera Vasco III Fernandes Coutinho, IV señor de Celorico de Basto, y el sobrino bisnieto homónimo Vasco IV Fernandes Coutinho, primer gobernador donatario de la capitanía del Espíritu Santo desde 1535 hasta 1560— y quienes se habían casado en las Azores hacia 1565.
Era bisnieto paterno de Estêvão Roys de Alpoim y de Grimanesa Pires, y bisnieto materno de Domingos de Melo Coutinho e Carvalho (n. ca. 1511) y su concubina N. Simões.
Por lo tanto, Amador era un trastataranieto materno o chozno de Juana de Carvalho (n. ca. 1491) y de su esposo Diego de Melo Coutinho (Mêda, Portugal, ca. 1480-f. Brasil, antes de 1504), que era el único hermano fallecido joven de la condesa sucesora Guiomar (n. ca. 1495 - Abrantes, Portugal, 1534) que aportó una importante dote para casarse en 1530 con el infante Fernando de Portugal y Aragón, duque de Guarda y de Trancoso, y por ende, Amador era un descendiente de Francisco de Melo Coutinho (Mêda, Portugal, 1465 - f. 1532), IV conde de Marialva —el cual era un tío abuelo segundo, por ambas vías materna y paterna, del gobernador donatario capixaba Vasco V Fernandes Coutinho "el Hijo"— y de su esposa Beatriz de Meneses, II condesa de Loulé.
Los otros trastatarabuelos maternos o tataradeudos de Amador eran el fidalgo portugués Álvaro Martins Homem da Câmara, III capitán donatario de Praia, y su cónyuge Beatriz de Noronha y Andrada Abreu Eça y a quienes se les había permitido casarse en la capilla del real Palacio de Ribeira de Lisboa el 19 de mayo de 1519, por ser descendiente de las regias dinastías de la Casa de Borgoña portuguesa e hispana, y de la sucesora Casa de Trastámara castellana.

### Viaje de Río de Janeiro a Buenos Aires
Sus padres portugueses, que eran unos nobles hidalgos y poseedores de una gran fortuna, y el pequeño Amador con tan solo dos años de edad junto a sus cinco hermanos mayores y el menor de todos —siendo estos, el primogénito Manuel Cabral de Melo y Alpoin (n. 1591) de ocho años de edad, el segundogénito Matías Cabral de Melo (n. 1592) de siete años, Cristóbal (n. 1594) que tenía cinco años, todos nacidos y bautizados en la isla de Santa María de las Azores, e Isabel de Cabral y Melo (n. 1595) de unos cuatro años de edad, nacida en dicha isla pero bautizada en Río de janeiro, y Juan Cabral de Melo y Alpoin (n. 1596) de tres años de edad que era el único mayor nacido y bautizado en Río de Janeiro, y el entonces menor de todos que se llamaba Antonio Vaz de Alpoim, (n. 1598) que rondaría entre unos meses y un año de edad que también nació en Río de Janeiro y sería posteriormente bautizado en Buenos Aires— se unieron a la expedición del incipiente gobernador rioplatense Diego Rodríguez Valdez y de la Banda.

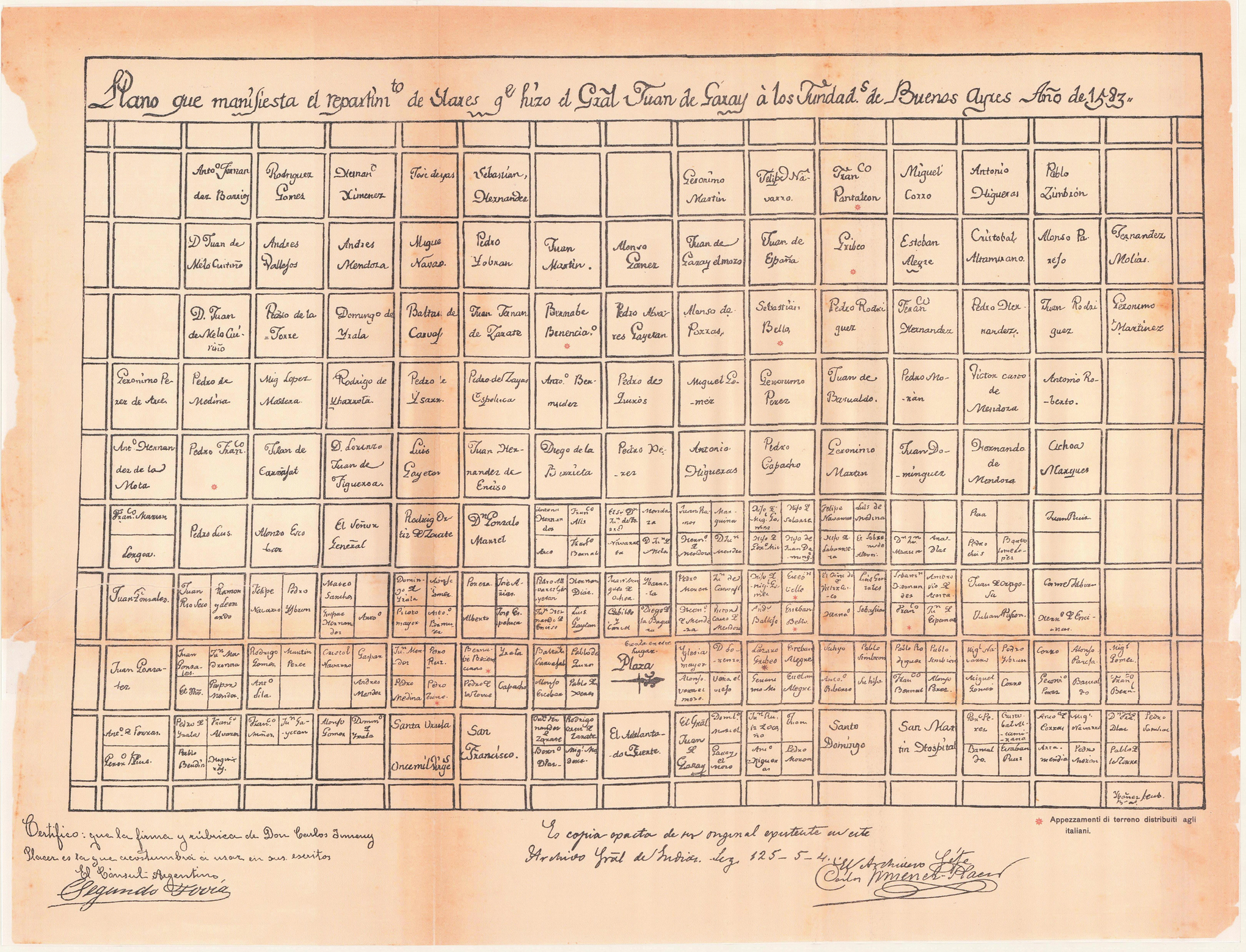
La ciudad de Buenos Aires con las dos manzanas de tierra adquiridas en 1581 para el primer pariente luso-brasileño Juan de melo Cuitiño que se avecindaría luego de casarse en 1591 (ubicadas en el ángulo superior izquierdo del plano que fuera realizado, según Leyes de Indias de 1580, por el fundador Juan de Garay en el año 1583).

Zarparon con dicho nuevo gobernador desde la ciudad de Río de Janeiro, que gracias a la unión dinástica del reino portugués con la Monarquía Hispánica les fue permitido viajar para avecindarse en la Sudamérica española, y de esta forma arribaron el 5 de enero de 1599 a la ciudad de Buenos Aires que era una nueva localidad que pasaba a ser la capital de la incipiente tenencia de gobierno homónima de la gobernación de Nueva Andalucía del Río de la Plata, la cual a su vez era una entidad autónoma dentro del Virreinato del Perú.
Una vez que llegó la familia Cabral de Melo a territorio hispano, que se avecindaran en la ciudad de Buenos Aires, y los hijos mayores comenzaran a estudiar las primeras letras, adquirió también una estancia en el pago del río Luján.
Al quedar instalados definitivamente, años después, el niño Amador Báez de Alpoin y Cabral de Melo ya con el apellido castellanizado —porque había nacido como Amador Vaz de Alpoim e Cabral de Melo— fue bautizado en dicha urbe el 22 de junio de 1602, siendo los padrinos Antonio Bermúdez y su esposa Inés de los Reyes.
De esta forma Amador sería criado como porteño (por lo que varios autores confunden de que haya nacido en Buenos Aires, en vez de Río de Janeiro). La que sí nació en Buenos Aires fue la hermana menor llamada María Báez de Alpoin que fue bautizada en dicha urbe por los mismos padrinos de sus hermanos Amador y Antonio, el 27 de noviembre de 1603.
Su padre Amador Vaz de Alpoim, que había arribado con una gran fortuna y la dote de 500 ducados españoles, que fuera aportada por su mujer Margarita Cabral de Melo con la cual habían adquirido al arribar dos solares urbanos en donde edificó sendas casas y una chacra en el pago de Monte Grande, también demostró tener un arraigo importante a la incipiente ciudad al realizar ante escribano una escritura de donación fechada el 17 de enero de 1603, en donde cedía unos bienes de herencia materna en su isla natal de Santa María de las Azores, a favor de sus dos queridas primas solteras María de Alpoim y Fausta de Baeza, quienes todavía residían en dicha isla, para que ambas pudieran tener una buena dote matrimonial.
Años después, el hermano mayor Manuel Cabral de Melo y Alpoim partió hacia Portugal en 1611 e hizo litigio de ejecutoría de nobleza o bien cartorio de brasões, y le fue otorgado el escudo familiar con sus tres linajes por el rey de armas en Lisboa el 15 de febrero de 1612, el cual está descripto de la siguiente forma:

Blasón Partido o mantelado: 
1º) En campo de azur con una luna de plata y bordura de gules, y por brisura, un triángulo abierto de oro, que es de la Casa de Alpoim. 
2º) Cortado,

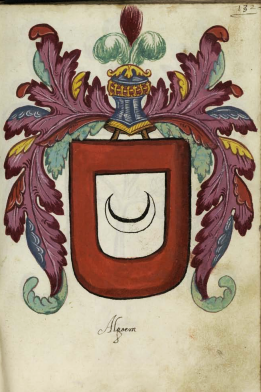
Blasón de la Casa de Alpoim con luna de plata en campo de plata (en vez de azur) y bordura de gules.

- a) en campo de plata 2 cabras andantes de gules, una sobre la otra, que es de la Casa de Cabral.
- b) en campo de gules una doble cruz de oro, intercalada de 6 roeles de plata, bordura de oro, que es de la Casa de Melo.

Cuando Amador Báez de Alpoin tenía unos veinte años de edad falleció su padre en el año 1617, y la estancia del río Luján pasaría a ser administrada por el primogénito Manuel que tenía unos 26 años de edad, y en su gestión fue quien incrementó aún más la fortuna familiar.

### Alcalde de hermandad bonaerense
Amador Báez de Alpoin fue asignado como alcalde de hermandad de Buenos Aires en enero de 1629, en el mismo año que luego se casó con Ana Romero de Santa Cruz. Al mismo tiempo, bajo sus órdenes, dio licencia a los vecinos de Buenos Aires para poder vaquear.
En 1630 pasó a ser alférez real de Buenos Aires. El virrey Luis Jerónimo Fernández de Cabrera y Bobadilla le concedió una encomienda en Buenos Aires el 26 de mayo de 1632, y en 1635 fue instruido por el gobernador Pedro Esteban Dávila para perseguir a una banda de indígenas pampas que habían asaltado estancias y asesinado pobladores de la tenencia de gobierno de Buenos Aires.

## Teniente de gobernador de Corrientes y de Santa Fe

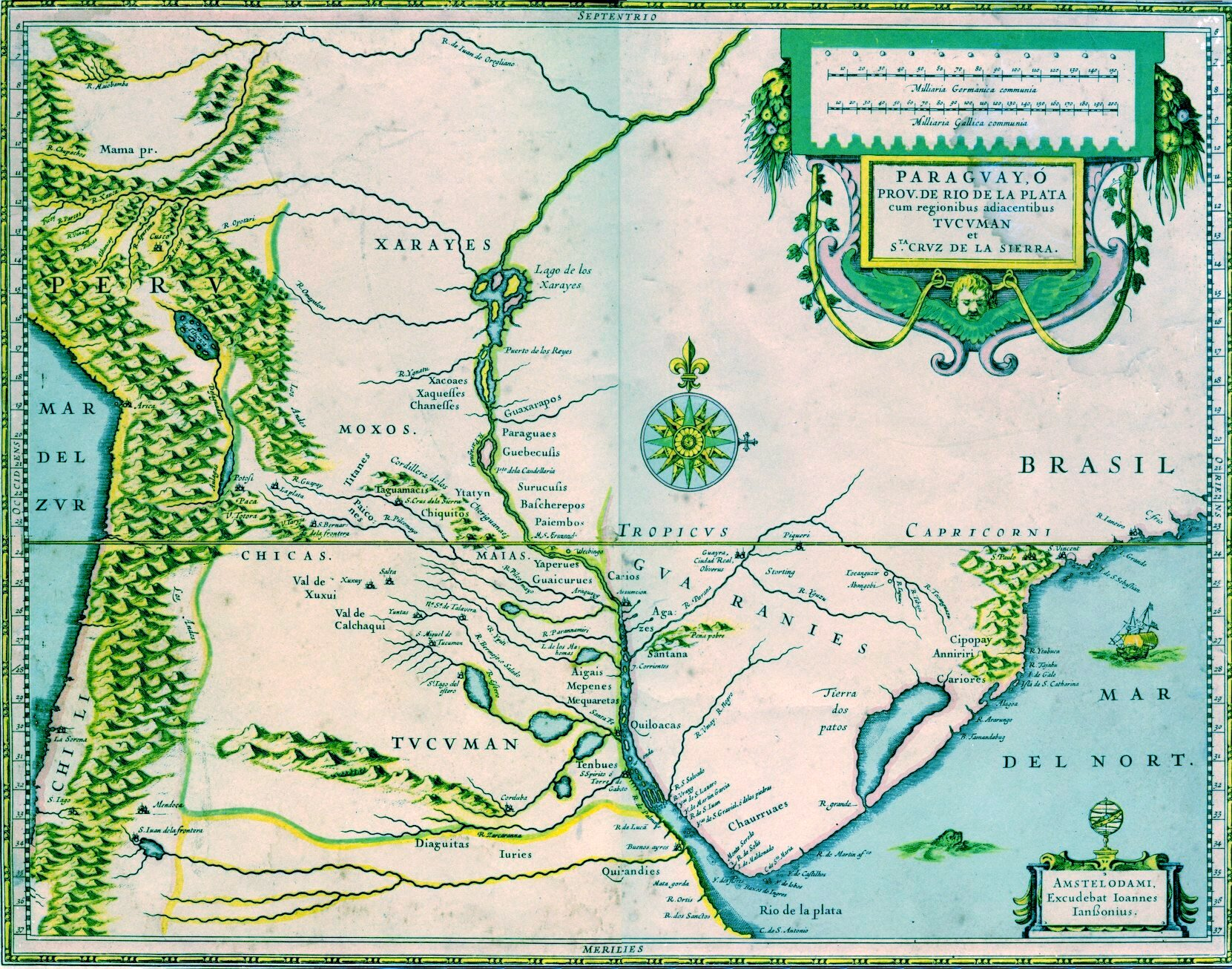
El Virreinato del Perú con la provincia de Charcas y las gobernaciones autónomas del Tucumán y de Nueva Andalucía del Río de la Plata, con sus tenencias de gobierno de Santiago de Jerez, del Guayrá, de Santa Fe y de Buenos Aires (en un mapa de 1600).

### Dos veces como lugarteniente en Corrientes
Posteriormente fue nombrado como teniente de gobernador de Corrientes en dos ocasiones, desde mediados hasta finales de 1636 y desde enero hasta mediados de 1640.

### Teniente de gobernador de Santa Fe
Ocupó brevemente el puesto de teniente de gobernador de Santa Fe desde el 11 de agosto de 1640 hasta enero de 1641, fecha que sería sucedido por Diego de las Casas.

## Alcalde de Buenos Aires, lugarteniente de Corrientes y deceso

### Alcalde porteño y tercer nombramiento correntino
Posteriormente fue elegido como alcalde de primer voto de Buenos Aires en el año 1646. Al siguiente año volvió a ser nombrado como teniente de gobernador de Corrientes desde enero de 1647 hasta enero de 1648.

### Fallecimiento

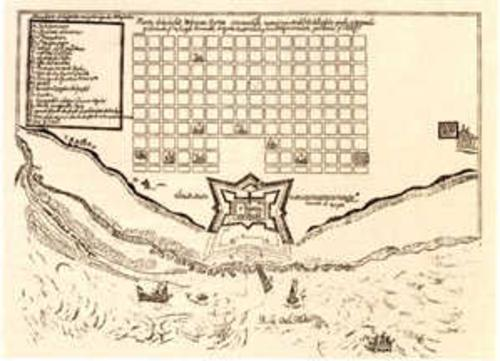
La ciudad y fuerte de Buenos Aires (plano de 1708, por José Bermúdez).

Finalmente el gobernante colonial Amador Báez de Alpoin y Cabral de Melo fallecería en el año 1652 en la ciudad de Buenos Aires, capital de la gobernación del Río de la Plata que era una entidad autónoma dentro del Virreinato del Perú.

## Matrimonio y descendencia
El fidalgo luso-brasileño Amador Báez de Alpoin se unió en matrimonio en la ciudad de Buenos Aires el 29 de abril de 1629 con Ana Romero de Santa Cruz (Buenos Aires, ca. 1606-f. después de 1653), una hija del capitán hispano-extremeño Francisco García Romero (n. Cáceres, 1559), conquistador rioplatense, teniente de gobernador de Concepción del Bermejo desde 1592 hasta 1603 y alcalde de Buenos Aires en 1619, y de su esposa hispano-paraguaya Mariana González de Santa Cruz Villaverde (n. Asunción, ca. 1570) que era una hermana del santo mártir jesuita Roque González de Santa Cruz (n. 1576), y que a su vez ambos fueran hijos del escribano hispano-leonense Bartolomé González de Villaverde (n. León, 1512), conquistador paraguayo, y de su cónyuge María de Santa Cruz.
Fruto del enlace entre Amador Báez de Alpoin y de Ana Romero de Santa Cruz hubo por lo menos cuatro hijos:
- Jacinta Báez de Alpoin[1][50] (n. Buenos Aires,[1] ca. 1631) que se unió dos veces en matrimonio, en primeras nupcias hacia 1651 con Juan Barragán de Cervantes,[50] un hijo de Juan de Barragán que fuera regidor perpetuo y dos veces alcalde ordinario de Buenos Aires y de su esposa Isabel de Cervantes y Alarcón, y de quien concibió a cinco hijos. Una vez viuda se unió en segundas nupcias el 20 de octubre de 1674 con Domingo de Peredo.[50]

- María Báez de Alpoin[1][50] (n. Buenos Aires,[1] e/ enero y marzo de 1636)[50] que fue bautizada el 15 de marzo del año y ciudad de nacimiento[50] y que posteriormente se uniera dos veces en matrimonio, en primeras nupcias el 1 de julio de 1657 con Francisco Martín y Saravia[50] y en segundas nupcias el 17 de diciembre de 1665 con Juan de Mudarra.[50]

- José Báez de Alpoin[50] (Buenos Aires,[50] e/ enero y febrero de 1639[50] - ib., e/ 1640 y 1642)[1][50] que fue bautizado el 20 de febrero del año y ciudad de nacimiento pero fallecería niño.[50]

- Juan Báez de Alpoin[7][50][51] (Buenos Aires,[50] 27 de marzo de 1643[50] - ib., ca. 1715) que fue bautizado el 28 de julio del año y ciudad de nacimiento,[50] y posteriormente pasó a ser un militar que llegaría al rango de capitán, luego fue elegido alférez real[52] y alcalde de segundo voto de Buenos Aires[52][53] en 1667,[52] que se unió dos veces en matrimonio, en primeras nupcias hacia 1670 con Ana Hurtado de Mendoza y Holguín,[52] una nieta paterna del criollo Benito Gómez de Saravia y de su cónyuge hispano-leonesa Jerónima Hurtado de Mendoza y Sánchez Pedroso y nieta materna de la porteña Ana Holguín de Ulloa y de su esposo Antonio Hurtado de Melo "Raposo", pero de este enlace no tuvo descendientes. En segundas nupcias en 1676[52] con Sabina Jacinta de Lavayén y Tapia de Vargas[7][52][51] y de este segundo enlace tuvo once[54] hijos, siendo la segundogénita Juana María Báez de Alpoin[51][54] que se casó con el vasco-español Diego de Sorarte Andonaegui[51][54] y concibieron a Sabina Gregoria Josefa de Sorarte Andonaegui y Báez de Alpoin[7][51] que se matrimoniaría con el capitán Francisco Pérez de Saravia,[7] teniente de gobernador de Yapeyú desde 1771 hasta 1774.[7][55][56]